# Roman Chwalek

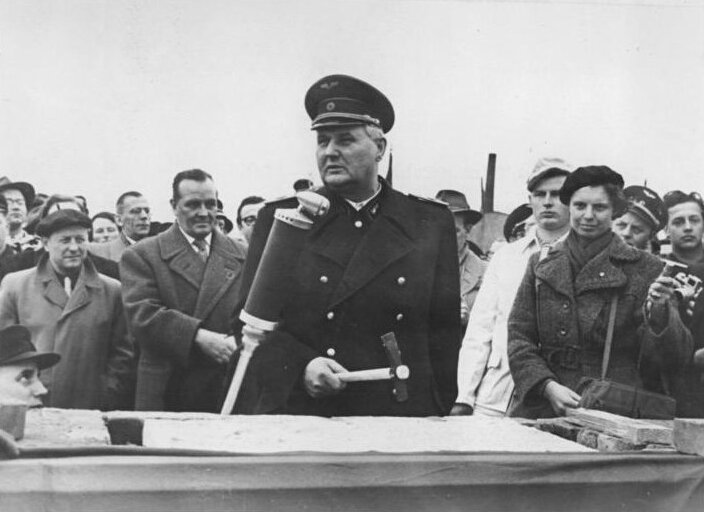
Roman Chwalek bei der Grundsteinlegung der Hochschule für Verkehrswesen, Dresden 1954

Roman Chwalek (* 24. Juli 1898 in Woinowitz, Landkreis Ratibor, Provinz Schlesien; † 27. November 1974 in Berlin) war ein deutscher Gewerkschaftsfunktionär und Politiker (SED). Er war Minister für Arbeit und Minister für Eisenbahnwesen der DDR.

## Leben
Der Sohn eines Eisenbahners und Vorstehers einer kleinen Bahnstation in Oberschlesien absolvierte von 1912 bis 1914 eine Ausbildung als Schlosser in einer Maschinenfabrik. 1915 bis 1918 war er Soldat im Ersten Weltkrieg, zuletzt als Unteroffizier. 1919 bis 1930 arbeitete er als Schlosser im Reichsbahnausbesserungswerk Oppeln, wurde hier Mitglied der Vorläuferorganisation des Einheitsverbandes der Eisenbahner Deutschlands und 1926 zum Vorsitzenden des Betriebsrates gewählt. 1923 wurde er Mitglied des Bezirksbetriebsrates der Reichsbahndirektion Oppeln und 1927 Mitglied des Hauptbetriebsrates der Reichsbahn. Zugleich war er Mitglied des ADGB-Ortskartells Oppeln.
Im Jahr 1918 trat Chwalek der USPD bei, mit deren linkem Flügel er 1920 zur KP Oberschlesien wechselte und 1922 zur KPD. Chwalek übernahm verschiedene Funktionen für die KPD, unter anderem war er Mitglied der Ortsgruppen- und Bezirksleitung Oberschlesien. Zeitweise war er Mitarbeiter der Gewerkschaftsabteilung des Zentralkomitees der KPD. Außerdem war er von 1924 bis 1930 für die KPD Stadtverordneter von Oppeln. Im Zuge der beginnenden Politik der Revolutionären Gewerkschafts-Opposition (RGO) übernahm Chwalek von 1929 bis Ende 1932 die Funktion des Reichsleiters der Industriegruppe Eisenbahn der RGO. In den Jahren von 1930 bis 1933 war Chwalek überdies Reichstagsabgeordneter für die KPD.
Am 13. Juli 1925 heiratete er Martha Wende.
Chwalek beteiligte sich aktiv in führender Position am kommunistischen Widerstand. Vor allem entwickelte er in den ersten Monaten des Nationalsozialismus eine umfangreiche illegale Tätigkeit für die RGO. Ab Anfang 1933 übernahm er die Funktion des Reichsorganisationsleiters im illegalen RGO-Reichskomitee. Am 1. September 1933 erfolgte seine Verhaftung in Berlin. Chwalek kam in Untersuchungshaft und war zeitweise im KZ Columbia inhaftiert. Am 21. August 1934 wurde er wegen „Vorbereitung zum Hochverrat“ durch den Volksgerichtshof zu drei Jahren Zuchthaus verurteilt. Die Strafe verbüßte Chwalek bis zum 21. April 1937 im Zuchthaus Luckau. Im Anschluss nahm ihn die Gestapo in „Schutzhaft“, weshalb er in das KZ Sachsenhausen überführt wurde, wo Chwalek bis Mai 1939 in Haft war. Im September 1939 erfolgte eine kurze erneute Inhaftierung im Zusammenhang mit dem Ausbruch des Zweiten Weltkrieges. Danach arbeitete er bis 1945 als Schlosser in Berlin-Neukölln. Anfang 1945 nahm die Gestapo Chwalek erneut in Untersuchungshaft wegen angeblich illegaler politischer Betätigung, doch wegen des nahenden Kriegsendes wurde er nicht mehr vor Gericht gestellt.

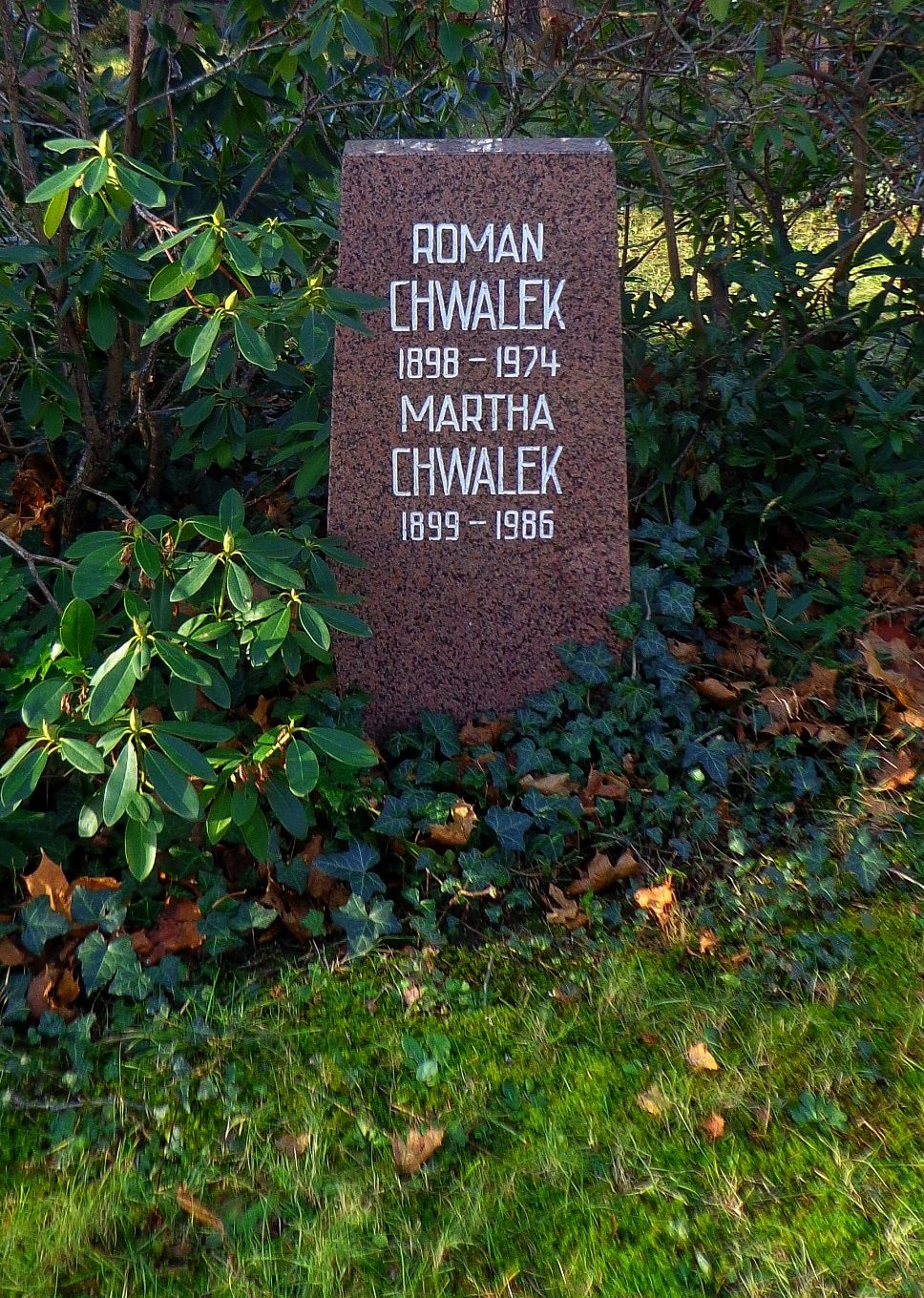
Grabstätte

Nach dem Kriegsende baute Chwalek ab Mai 1945 den FDGB in Berlin mit auf. Er wurde Erster Vorsitzender des FDGB-Bezirksvorstandes Berlin und führte zwischen 1949 und 1951 die IG Eisenbahn in der SBZ/DDR an. 1946 trat er der SED bei, in der er eine Reihe Funktionen übernahm. Chwalek war von 1946 bis 1948 Mitglied der Stadtverordnetenversammlung von Groß-Berlin und von 1949 bis 1954 Abgeordneter der Volkskammer.
Im November 1950 wurde er zum Minister für Arbeit in der 2. Regierung Grotewohl berufen (Nachfolger von Luitpold Steidle). Im April 1953 wurde er mit der Bildung eines Eisenbahnministeriums beauftragt und am 1. Mai 1953 zum Minister für Eisenbahnwesen berufen (Nachfolger von Hans Reingruber). Dieses Amt musste er bei Bildung der 3. Regierung Grotewohl im November 1954 an seinen bisherigen Stellvertreter Erwin Kramer abgeben. Von November 1954 bis zum Ruhestand 1968 war er im Vorstand des Verbandes Deutscher Konsumgenossenschaften, zuletzt ab 1957 als Erster Stellvertreter des Präsidenten.
Chwaleks Urne wurde in der Grabanlage Pergolenweg des Berliner Zentralfriedhofs Friedrichsfelde beigesetzt.

## Auszeichnungen
- 1958 Vaterländischer Verdienstorden in Silber und 1963 in Gold
- 1968 Karl-Marx-Orden
- 1968 Orden Banner der Arbeit
- 1972 Fritz-Heckert-Medaille in Gold[6]
- 1973 Ehrenspange zum Vaterländischen Verdienstorden in Gold
- 1975: Seit dem 30. April 1975 trug das Reichsbahnausbesserungswerk Berlin-Schöneweide seinen Namen, der 1990 aufgegeben wurde.[7]

## Veröffentlichungen
- Berliner Gewerkschaften. Ihre Rolle und Aufgaben. Berlin 1948.
- Aktuelle Berliner Gewerkschaftsfragen 1948. Berlin 1948.
- Die Aufgaben der Eisenbahner im Kampf um den Frieden. Berlin 1950.